# 帕特里夏·杰克逊
帕特里夏·杰克逊（英語：Patricia Jackson，1958年3月17日—），美国女子田径运动员。她曾代表美国参加1979年泛美运动会田径比赛，获得女子4×400米接力金牌和女子400米铜牌。